# Višji praporščak (Slovenska vojska)
Višji praporščak je visoki podčastniški čin v uporabi v Slovenski vojski (SV). Višji praporščak je tako nadrejen praporščaku in podrejen štabnemu praporščaku.
skladu z Natovim standardom STANAG 2116  spada čin v razred OR-9.
Višji praporščak je najizkušenejši podčastnik v enoti, svetuje poveljniku ali štabnim častnikom na področju taktike in v zadevah, ki se nanašajo na podčastniški zbor ter opravlja najzahtevnejša dela in naloge v vseh treh stebrih. Svetuje poveljniku pri določanju kolektivnih naloge enote in nalog za urjenje posameznikov. 
Deluje kot predstavnik poveljnika in poveljstva pri nadziranju nalog enote, ki jih je določil poveljnik ali sam. Prav tako spremlja in svetuje pri kadrovsko statusnih postopkih za vojake in podčastnike. Načrtuje, organizira, spremlja, vodi in izvaja usposabljanje ali urjenje. V štabnem procesu sodeluje pri načrtovanju na svojem strokovnem področju oziroma pripravlja navodila, ter nudi pomoč  strokovnim organom v podrejenih enotah. 
Tipične dolžnosti v tem činu so Enotovni PČ ravni bataljon/polk, višji PČ sektorja na operativni in strateški ravni ter vodja programov (PUE) v institucijah vojaškega šolstva.

## Oznaka
Oznaka čina je sestavljena iz ene velike, pravokotne ploščice, na kateri se nahaja lipov list, nanjo pa sta pritrjeni dve ploščici v obliki črke V.

## Zakonodaja
Višje praporščake imenuje minister za obrambo Republike Slovenije na predlog načelnika Generalštaba Slovenske vojske.
Vojaška oseba lahko napreduje v čin višjega praporščaka, »če je s činom praporščaka razporejen na dolžnost, za katero se zahteva čin višjega praporščaka ter je to dolžnost opravljal najmanj dve leti s službeno oceno »odličen« oziroma najmanj tri leta s službeno oceno »dober««.
Predhodno mora vojaška oseba uspešno opraviti šolanje na DVSIU - Nadaljevaljnem tečaju za podčastnike III. stopnje oziroma Visokem tečaju za podčastnike.